# Аршамбо VIII де Бурбон
Аршамбо VIII Великий (фр. Archambaud VIII le Grand; ок. 1189 — 23 августа 1242) — сеньор де Бурбон с 1228 года, коннетабль Оверни в 1223—1230 годах, сын Ги II де Дампьера и Матильды I де Бурбон, родоначальник ветви Бурбон-Дампьер. Аршамбо VIII был довольно заметной фигурой, о чём свидетельствует его прозвище — Великий. В некоторых источниках под именем Аршамбо VIII упоминается сын графа Аршамбо VII де Бурбона, который умер раньше отца.

## Биография
Аршамбо был старшим из сыновей Ги II де Дампьера и Матильды (Маго) I де Бурбон, унаследовавшей после смерти своего деда Аршамбо VII де Бурбона сеньорию Бурбон в Оверни. Его отец умер в 1216 году, после чего сеньория Бурбон, наследником которой был Аршамбо, оставалась под управлением его матери до её смерти в 1228 году. Отцовские же владения — сеньории Дампьер-сюр-Об и Сен-Дизье в Шампани — Аршамбо в 1221 году передал своему младшему брату Гильому II.
В 1213 году король Франции Филипп II Август с помощью Ги II де Дампьера сверг графа Оверни Ги II, конфисковав его владения (позже большая их часть составила герцогство Овернь). В 1215 году Филипп Август назначил своим наместником в Оверни Аршамбо. В 1223 году он стал также коннетаблем Оверни, сосредоточив в своих руках и военную власть в регионе. Но после того, как в 1230 году Гильом X Овернский получил назад часть своих наследственных земель, Аршамбо был вынужден отказаться от своих полномочий, а присоединённая к королевскому домену часть Оверни перешла под управление королевского сенешаля.
Также Аршамбо имел сильное влияние в Шампани, где Бланка Наваррская, регентша при малолетнем графе Тибо IV, сделала Аршамбо пожизненным протектором Шампани. Позже Аршамбо выдал свою старшую дочь Маргариту за графа Тибо IV Шампанского.
Аршамбо умер в 1242 году, ему наследовал единственный сын Аршамбо IX де Бурбон.

## Брак и дети
1-я жена: (помолвка в 1205/1206, развод между 1212 и 1215) Гигона де Форе (ум. после 1239), дочь графа Гига III де Форе и Аделазии. Дети:
- Маргарита де Бурбон (ок. 1210 — 12 апреля 1256); муж: с 12 сентября 1232 Тибо IV (3 мая 1201 — 8 июля 1253), граф Шампани и Бри с 1201, король Наварры (под именем Теобальдо I) с 1234

2-я жена: после 1215 Беатрис де Монлюсон, дочь Аршамбо V, сеньора де Монлюсон. Дети:
- Аршамбо IX де Бурбон (ум. 15 января 1249), сеньор де Бурбон с 1242[К 1]
- Гильом де Бурбон (ум. до 1270)
- Мария де Бурбон-Дампьер (ок. 1220 — 24 августа 1274); муж: с апреля 1240 Жан I де Дрё (1215 — 1249), граф де Дрё и де Брен с 1234
- Беатриса (Агнес) де Бурбон (ум. после 1281); муж: с 1238 Беро VI (ум. 1294), сеньор де Меркер с 1254

## Комментарии
1. ↑  Точный год рождения Аршамбо IX не известен. Сайт «Foundation for Medieval Genealogy» указывает, что он родился от второго брака Аршамбо VIII[2]. При этом сайт со ссылкой на Lexikon des Mittelalter: Band II Spalte 501 указывает, что Аршамбо IX родился около 1205/1210 года и происходил от первого брака Аршамбо VIII[3].